# La Violencia
La Violencia (Spaans voor "Het Geweld") verwijst naar het gewelddadige conflict tussen de Liberale Partij (Partido Liberal Colombiano) en de Conservatieve Partij van Colombia (Partido Conservador Colombiano), dat duurde van 1948 tot ongeveer 1958.

## Oorzaken
La Violenia begon in 1946, toen de conservatieven weer aan de macht kwamen. Daardoor wisselden op lokaal niveau de leiding van politie en de stadsbesturen waardoor conservatieve landeigenaren werden aangemoedigd land af te nemen van liberale boeren, wat zo heeft geleid tot  een cyclus van geweld tussen de twee partijen.
De moord in 1948 op de populaire presidentskandidaat Jorge Eliécer Gaitán  veroorzaakte ernstige onlusten in de hoofdstad Bogotá, de zogenaamde Bogotazo. Deze onrust spreidde zich uit naar de landelijke gebieden. Tot 1958 stierven als gevolg van de Violencia tussen de 180.000 en 300.000 Colombianen.

## Ontwikkeling
Tijdens La Violencia  organiseerden leden van de liberale en communistische partij zelfverdedigingsgroepen en guerrilla's die tegen de eenheden van de conservatieve partij vochten, maar ook tegen elkaar. Tijdens de gevechten in 1949 werden in delen van het land de zogenaamde "onafhankelijke republieken" (repúblicas independientes) van de Colombiaanse Communistische Partij en liberale en radicale boeren opgericht. Uit de communistische zelfverdedigingsgroepen ontstond later de FARC.

## Eind
Ondanks de in 1953 door de na een staatsgreep aangetreden generaal Gustavo Rojas Pinilla aangekondigde amnestie demobiliseerden delen van deze groepen niet. Nadat Rojas in 1958 verwijderd was, kwamen de liberalen en de conservatieven overeen om de macht te delen ("Nationale Front").